# Eudes I de Troyes
Odo (o Eudes) I (muerto 10 junio 871) fue conde de Troyes de 852 a 859 y conde de Châteaudun por 871.
Su ascendencia no conocida con certeza. La onomástica le situaría en la familia extendida de Odo I, Conde de Orléans. Los estudios más recientes le hacen hijo de Robert, Conde de Oberrheingau y Wormsgau, y Waldrada, hija de Odo de Orléans. Si esta teoría es cierta, sería el hermano mayor de Roberto el Fuerte.
Como el resto de su familia, fue un seguidor leal de Carlos el Calvo. Aunque con extensas propiedades en Austrasia, como su hermano Robert, las abandonó después del Tratado de Verdún (843) para unirse a Carlos. En 846, recibió tierras del en la región de Châteaudun, fue hecho Conde de Anjou, y se casó con Wandilmodis.
En 852, después de la muerte de Aleran, Conde de Troyes, fue designada para ocupar el cargo vacante y su hermano Robert le sucedió en Anjou. En 853, participó en el Capítulo de Servais como Missi dominici JUNTO con el Obispo Wenilo de Sens. En 858, Carlos nombró a su hijo Luis el Tartamudo ducatus Cenomannicus y Robert, enfadado por su pérdida de influencia en la zona, se rebeló y pidió la ayuda de Luis el Germánico. Odo pronto se le unió. Los hermanos fueron posteriormente expulsados de sus condados y Troyes confiscado y confiado a un tal Rudolph.
Odo pudo haber recuperado Troyes tras la muerte de Rudolph (866), pero quizás no. De todas formas, su hermano se sometió en 861 y recibió la Marca de Neustria. El hijo epónimo de Odo fue encontrado en Troyes en 876. Tuvo tres hijos con Wandilmodis:
- Odo II, Conde de Troyes
- Robert I, Conde de Troyes
- Una hija quién casó Emenon